# Arbeit & soziale Gerechtigkeit – Die Wahlalternative
Strana Arbeit & soziale Gerechtigkeit – Die Wahlalternative (WASG) byla jednou z nejmladších politických stran v Německu, vzniklá odštěpením od SPD za podpory německých odborů resp. jejich částí. Název strany WASG je poněkud převrácená zkratka pro název Arbeit & soziale Gerechtigkeit – Die Wahlalternative (Práce a sociální spravedlnost - volební alternativa); při vzniku strany byl ještě běžný název tehdy ještě spolku Wahlalternative Arbeit und soziale Gerechtigkeit e.V. (tedy Volební alternativa práce a sociální spravedlnost), což odpovídá dnešní zkratce. Dne 16. června 2007 došlo v Berlíně ke sloučení se stranou Die Linkspartei.PDS a vzniku strany Die Linke.

## Vznik WASG

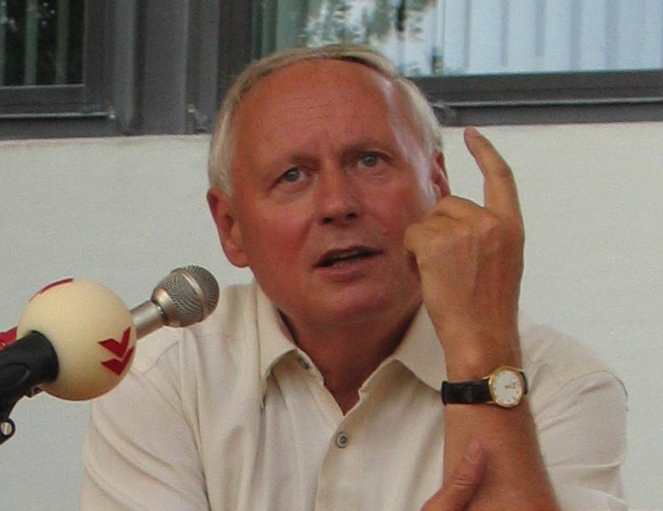
Oskar Lafontaine ve volebním boji pro WASG, Kaiserslautern (2005)

Strana se zformovala během roku 2004 převážně z členů SPD a německých odborů, kteří svůj převážně levicově kritický postoj vůči vládě kancléře Schrödera nemohli prosadit. K nejprominentnějším členům patří i dřívější předseda SPD Oskar Lafontaine.
Tato nově založená strana získala vcelku rychle podporu a sympatie různých levicových a alternativních proudů v Německu (k protagonistům patřil i spolek Attac, odpůrci globalizace ap.).
Ke jisté změně došlo roku 2005, kdy se WASG rozhodla spojit s Die Linkspartei.PDS (dříve PDS, tedy strana, která vznikla z  ještě dřívější vládnoucí SED v NDR). Cílem bylo společným vystoupením při volbách zvětšit šance obou stran. Zatímco PDS byla dosud volena téměř výlučně v bývalých zemích NDR, měla WASG jednoznačně západní kořeny. Sloučením mělo být dosaženo většího účinku.

## Sloučení s Die Linkspartei.PDS
Rozhodnutí ke spolupráci a sloučení s Die Linkspartei.PDS narazilo na velmi rozdílné reakce. Zatímco někteří v tom viděli potvrzení levicového zaměření WASG a tedy nutný krok, byla jinými strana ostře kritizována za „paktování s bývalou komunistickou stranou“ NDR. Rozporná byla i reakce členů WASG - přes nátlak vedení odmítli ve dvou spolkových zemích členové takové sloučení, s důsledky zejména v Berlíně, kde si při volbách do poslanecké sněmovny města 17. září 2006 obě strany konkurovaly (WASG zde dosáhla pouhých 2,9 %, podíl hlasů PDS se snížil téměř o polovinu).
Přesto byl na společném kongresu obou stran v Dortmundu 24. a 25. března 2007 jednomyslně přijat návrh na sloučení, což se uskutečnilo na slučovacím kongresu 16. června 2007 v Berlíně – pod názvem Die Linke.